# Batenbrock
Batenbrock ist einer von 17 Stadtteilen der kreisfreien Stadt Bottrop.

## Geschichte
Der Name geht auf die Bauerschaft Schulte-Batenbrock, dessen Hof auf dem Gelände des Stadtgebiets lag, zurück. Zu dieser Zeit lag eine dünne Besiedlung vor. Mit der Industrialisierung des  Ruhrgebiets nahm die Bevölkerung des Stadtteils stark zu, heute ist er der Bottroper Stadtteil mit der zweithöchsten Besiedlungsdichte. Von 1910 bis 1930 war die Zeche Arenberg-Fortsetzung in Betrieb, die auf dem Gelände der Bauerschaft Schulte-Batenbrock lag. Nach ersten Abteufarbeiten 1910 wurde ab 1912 auf der Doppelschachtanlage Arenberg-Fortsetzung mit der Kohleförderung begonnen. Die in diesem Zusammenhang entstandene Bergarbeitersiedlung, prägt auch heute noch Teile des Stadtbildes. Auf dem Zechengelände befindet sich heute ein Industriegebiet.

## Einwohner
In Batenbrock leben rund 20.000 Menschen.

## Lage
Im Westen grenzt der Stadtteil an die Bottroper Mitte und an den Stadtteil Lehmkuhle. Im Osten begrenzt eine Zechenbahn Batenbrock zum Stadtteil Boy und eine weitere Grenze besteht zu Welheim. Den Straßenpersonennahverkehr bedienen vor allem Busse der Vestischen Straßenbahnen GmbH.
| Linie | Verlauf | Takt (Mo–Fr) |
| ----- | --- | ------------ |
| 260   | Bottrop ZOB Berliner Platz – Batenbrock – Bottrop-Boy Bf – Boyer Markt – Gelsenkirchen-Horst, Buerer Straße                                                                                            | 20 min       |
| 261   | Bottrop-Ebel – Bottrop Hbf – Batenbrock – Bottrop ZOB Berliner Platz – Fuhlenbrock – Stadtwald – Nordfriedhof – Eigen Markt                                                                            | 20 min       |
| 262   | Bottrop-Eigen Markt – Ostfriedhof – Boverheide – Batenbrock – Bottrop Hbf – Südring – Bottrop ZOB Berliner Platz                                                                                       | 20 min       |
| 263   | OB-Sterkrade Bf – Klosterhardt – Rothebusch Nord – Fuhlenbrock Geibelstr. – Bottrop ZOB Berliner Platz – Batenbrock Prosperstr. – Bottrop-Welheim – Essen-Karnap, Boyer Straße                         | 20 min       |
| 264   | Bottrop-Eigen Börenstraße – Eigen Markt – Boverheide – Batenbrock – Bottrop ZOB Berliner Platz | 20 min       |
| 265   | Bottrop ZOB Berliner Platz – Batenbrock – Bottrop-Boy Bf – Bottrop-Boyer Markt – Gewerbegebiet Bottrop-Boy                                                                                             | 20 min       |
| 268   | Zeche Franz Haniel – Fuhlenbrock Markt – Bottrop ZOB Berliner Platz – Batenbrock Prosperstr. – Welheimer Mark Klopriesstraße                                                                           | 20 min       |
| NE19  | Bottrop ZOB Berliner Platz – Batenbrock – Bottrop-Boy Bf – Boyer Markt – Gelsenkirchen-Horst, Buerer Str. NachtExpress: In den Nächten von Freitag auf Samstag, Samstag auf Sonntag und vor Feiertagen | 60 min       |

## Infrastruktur, Institutionen und Vereine

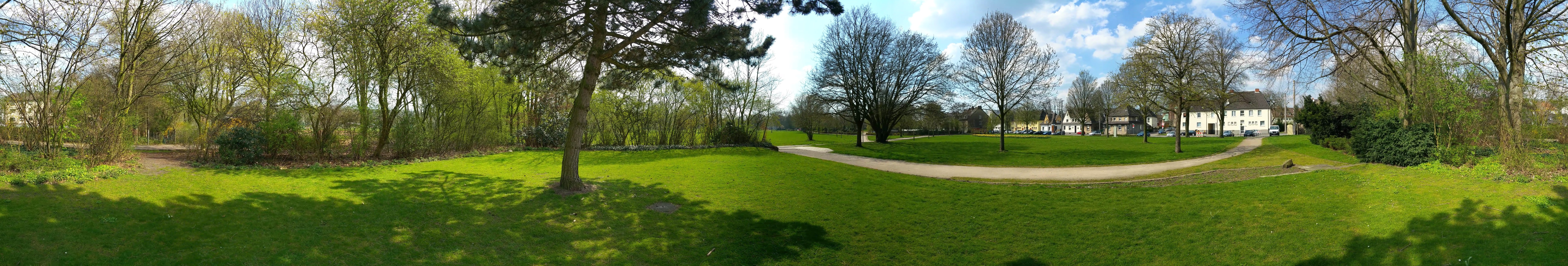
Volkspark Batenbrock

Der Erholung dient der Volkspark Batenbrock.
Neben der katholischen Pfarrkirche St. Joseph mit den zwei Filialkirchen St. Peter und St. Michael gibt es in Batenbrock die evangelische Auferstehungskirche. Sie wurde 1959/1960 nach Plänen des Architekten Peter Grund gebaut und am 19. Januar 2025 entwidmet. Darüber hinaus befindet sich an der Prosperstraße die Abu-Bakr-Moschee.
Im Stadtteil sind mehrere Kindertagesstätten, eine Grundschule und die Janusz-Korczak-Gesamtschule angesiedelt.

## Sehenswürdigkeiten

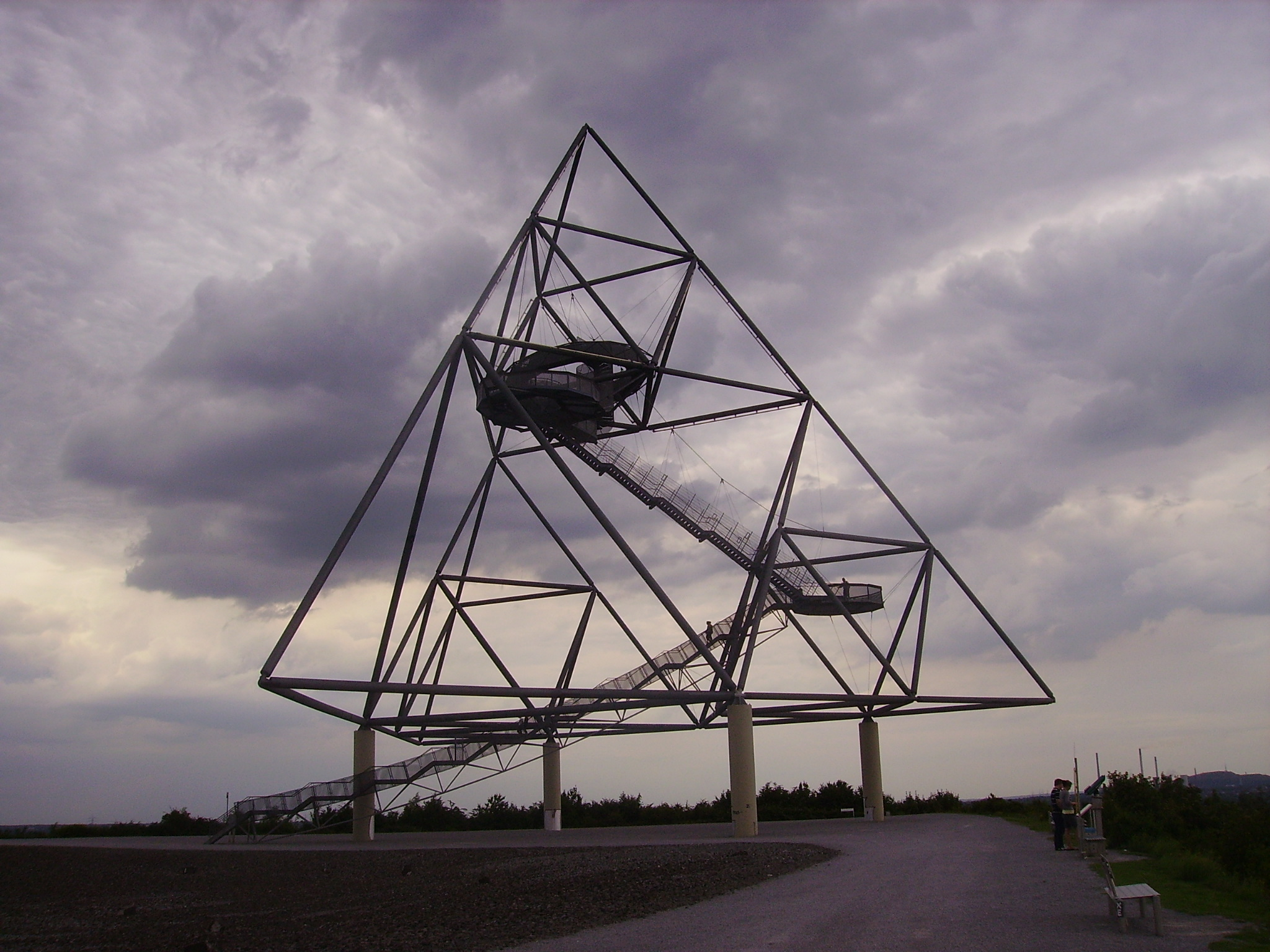
Tetraeder auf der Halde Beckstraße

- Der etwa 60 Meter hohe Tetraeder – das Wahrzeichen Bottrops – befindet sich auf der Halde Beckstraße.

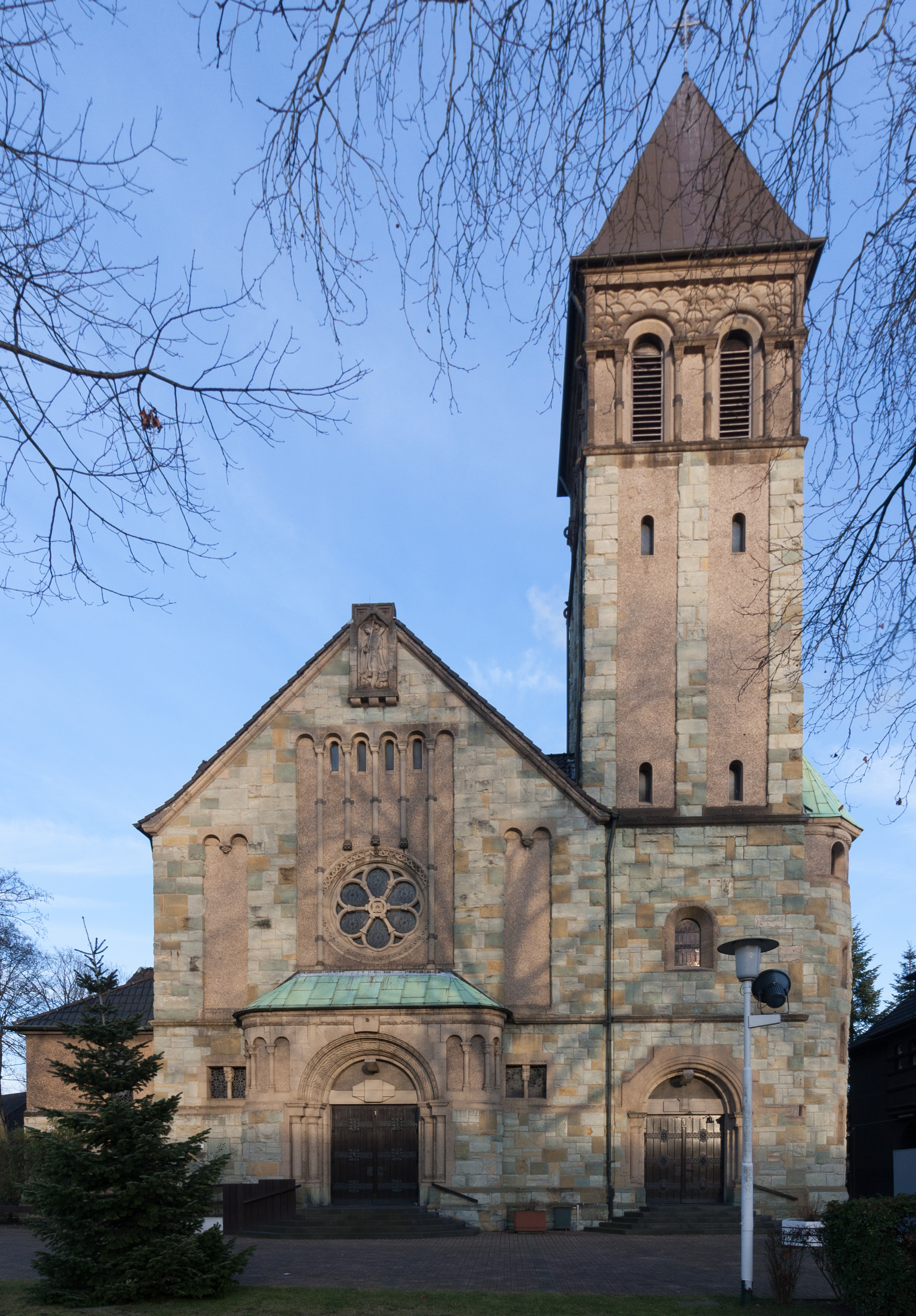
Kirche St. Michael in Batenbrock

- Die Kirche St. Michael wurde von 1912 bis 1914 nach Plänen des Architekten Josef Franke aus Gelsenkirchen gebaut. Bemerkenswert ist das 1917/1918 von Josef Albers entworfene Kirchenfenster Rosa Mystica, das 2012 nach der Zerstörung im Zweiten Weltkrieg als Replik neu eingesetzt wurde.[5][6][7]